# 奥大井県立自然公園
奥大井県立自然公園（おくおおいけんりつしぜんこうえん）は、静岡県北部に位置する県立自然公園。面積8,531ha。1968年（昭和43年）4月1日指定。

## 概要
静岡県の北部、南アルプス国立公園の南に隣接した大井川上流域と、安倍川上流域に位置する。
大井川最上流部は区域から外れていて、河川部分では接岨峡・寸又峡・井川湖などが区域内にある。
南アルプス深南部と、白峰南嶺の南に連なる山々の一部が指定されている。

## 地理

### 主な山岳
- 大無間山
- 小無間山
- 黒法師岳
- 八紘嶺
- 山伏
- 十枚山

### 主な湖沼
- 井川湖

## 関連市町村
- 静岡市葵区
- 浜松市天竜区
- 榛原郡
  - 川根本町